# Konfessionelle öffentlich-rechtliche Rundfunksender in den Niederlanden

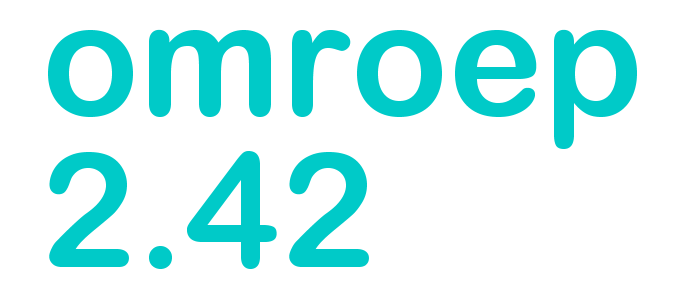
Logo der 2.42-omroep-Sender

Konfessionelle öffentlich-rechtliche Rundfunksender (2.42-omroep) waren Rundfunkanstalten in den Niederlanden, die mit den Mediengesetzen von 2008 auf eine neue rechtliche Basis gestellt wurden. Eine Reform dieses Gesetzes im Jahre 2014 führte zum 1. Januar 2016 zur Auflösung der meisten Rundfunkgesellschaften. Deren Inhalte wurden jedoch von den verbliebenen 2.42-Rundfunkanstalten KRO-NCRV und Evangelische Omroep (EO) übernommen.

## Regelungen
Im Artikel 2.42 wurde der besondere Status von „kerkgenootschappen en genootschappen op geestelijke grondslag“ (deutsch Kirchen (auch Konfessionen) und Gemeinschaften auf geistlicher Grundlage) Rundfunkanstalten festgelegt. In Fachkreisen in den Niederlanden hatte sich deshalb der Begriff 2.42-omroep (dt. sinngemäß: Rundfunkanstalten nach §2.42 Mediengesetz) durchgesetzt.
Öffentlich-rechtliche Rundfunkanstalten sind in den Niederlanden als Stiftungen oder als Vereine aufgestellt. Sie realisieren ihre Arbeit durch das Stiftungsvermögen oder durch die Beiträge der Vereinsmitglieder. Der heute ersetzte Artikel 2.42 regelte den Bestand der Rundfunkanstalten, auch wenn diese die finanziellen Mittel selbst nicht aufbringen können. Der Staat stellt dann finanzielle Mittel bereit, wenn diese nicht über die Vereinsbeiträge gewonnen werden können. Der Staat hat sich dies zur Aufgabe gemacht um ein plurales Medienangebot zu haben und um Minderheiten im öffentlichen-rechtlichen Rundfunk eine Stimme geben zu können. Insgesamt konnten die 2.42-omroepen 351 Stunden Fernseh- und 1057 Stunden Radiobeiträge im Jahr für den öffentlich-rechtlichen Rundfunk in den Niederlanden (Nederlandse Publieke Omroep) zur Verfügung stellen. Im alten Mediengesetz vor 2008 waren die Sender unter der Bezeichnung 39f-omroep bekannt.

## Gesetzestext
Artikel 2.42
1. Das Kommissariat kann einmal in fünf Jahren „Kirchen und Gemeinschaften auf geistlicher Grundlage“ als Rechtsinstitut benennen, bei denen zwei oder mehr Gemeinschaften in Kooperation (also z. B. zwei Landeskirchen) und mit der Versorgung eines Medienangebotes beauftragen, für den kirchlichen oder geistigen Bereich für die landesweite Medienlandschaft, nach den kirchen-eigenen Bestimmungen.
2. In Betracht kommen nur Kirchengemeinschaften und Gemeinschaften auf geistlicher Grundlage die als repräsentativ für eine in den Niederlanden vorhandene Kirche oder geistliche Hauptströmung gelten.

## 2.42-Rundfunkanstalten
Folgende Rundfunkanstalten fielen unter den Artikel 2.42 des Mediengesetzes von 2008:
| Name                              | Abkürzung | Übersetzung auf deutsch                               | Inhalte übernommen von      |
| --------------------------------- | --------- | ----------------------------------------------------- | --------------------------- |
| Boeddhistische Omroep Stichting   | BOS       | Stiftung der Buddhistischen Rundfunkanstalt           | KRO-NCRV                    |
| Humanistische Omroep              | HUMAN     | Humanistische Rundfunkanstalt                         | ist ein vollwertiger Sender |
| Interkerkelijke Omroep Nederland  | IKON      | Interkirchliche Rundfunkanstalt Niederlande           | Evangelische Omroep (EO)    |
| Joodse Omroep                     | JO        | Jüdische Rundfunkanstalt                              | Evangelische Omroep (EO)    |
| Nederlandse Islamitische Omroep * | NIO       | Niederländischer Islamischer Rundfunk                 | 2009 aufgelöst              |
| Nederlandse Moslim Omroep *       | NMO       | Niederländischer muslimischer Rundfunk                | 2009 aufgelöst              |
| Organisatie Hindoe Media          | OHM       | Organisation Hinduistischer Medien                    | NTR                         |
| Omroep RKK                        | RKK       | Rundfunk der Römisch-Katholischen Kirchengemeinschaft | KRO-NCRV                    |
| Zendtijd voor Kerken              | ZvK       | Sendezeit für Kirchen                                 | Evangelische Omroep (EO)    |